# لوسيوس روي هولبرووك
لوسيوس روي هولبرووك (بالإنجليزية: Lucius Roy Holbrook) هو عسكري أمريكي، ولد في 30 أبريل 1875 في Arkansaw, Wisconsin ‏ في الولايات المتحدة، وتوفي في 19 أكتوبر 1952 في سان فرانسيسكو في الولايات المتحدة.